# Spomenik genocidu v Kigaliju
Spomenik genocidu v Kigaliju obeležuje genocid v Ruandi leta 1994. Tam so pokopani posmrtni ostanki več kot 250.000 ljudi.
Za javnost, ki se zanima o okoliščinah, ki so vodili do genocida nad Tutsiji v Ruandi leta 1994, obstaja center za obiskovalce. Center je trajni spomenik tistim, ki so postali žrtve genocida, in služi kot kraj, kjer lahko žalujoči pokopljejo svojo družino in prijatelje. Center upravlja in vodi Aegis Trust v imenu Nacionalne komisije za boj proti genocidu.

## Lokacija
Spomenik in spominsko središče sta v Gisoziju v Ruandi, tik izven osrednjega Kigalija.

## Ozadje
Aprila 1994 so se pričela širiti poročila o sistematičnih množičnih umorih v Ruandi. Malo je bilo storjenega, da bi ustavili genocid. Za tujce je bil genocid predstavljen kot plemensko etnično nasilje, s Tutsiji kot žrtvami in Hutujci kot storilci.ref name="huffingtonpost.co.uk">»Remembering 1994 at the Kigali Genocide Memorial Centre, Rwanda«. 22. marec 2013. Pridobljeno 26. aprila 2018.</ref> Morda nikoli ne bomo izvedeli, koliko ljudi je bilo dejansko umorjenih; ocene se gibljejo med 500.000 in več kot milijon. Število ubitih ljudi je splošno sprejeto nekje blizu 800.000.

## Zgodovina
Leta 2000 je mestni svet Kigalija začel graditi stavbo, ki je sčasoma postala Spominski center. Aegis je bil povabljen, da uresniči projekt spominskega centra genocida. Aegis Trust je nato začel zbirati podatke z vsega sveta, da bi ustvaril tri grafične eksponate. Besedilo za vse tri je bilo natisnjeno v treh jezikih, oblikovano v Združenem kraljestvu na sedežu družbe Aegis s strani njihove oblikovalske ekipe in poslano v Ruando za namestitev.
Ta spominski center je eden od šestih glavnih centrov v Ruandi, ki obeležujejo genocid v Ruandi. Drugi so spominski center genocida Murambi, spominski center genocida Bisesero in spominski center genocida Ntarama, spominski center genocida Nyamata in spominski center genocida v Nyarubuyji.
Človeške ostanke so pripeljali iz vse prestolnice, potem ko so bili ti puščeni na ulici ali odvrženi v reko. Ostanke so pokopavali v serijah po 100.000 ljudi. Spomenik je bil odprt leta 1999.
Center se je začel, ko sta mestni svet Kigalija in ruandska nacionalna komisija za boj proti genocidu naročila Organizaciji za preprečevanje genocida s sedežem v Združenem kraljestvu, imenovani Aegis Trust, da ustanovi Spominski center genocida v Kigaliju. Aprila 2004, ob 10. obletnici genocida, so slovesno odprli spomenik genocidu v Kigaliju.
Odziv preživelih na ustanovitev centra je bil ogromen. V prvem tednu je vsak dan obiskalo več kot 1500 preživelih. V prvih treh mesecih od odprtja centra ga je obiskalo okoli 60.000 ljudi iz različnih okolij. Več kot 7000 teh obiskovalcev je bilo članov mednarodne skupnosti.

## Objekt
Center dokumentira genocid, opisuje pa tudi zgodovino Ruande, ki je bila pred tem dogodkom. Narejene so tudi primerjave s podobnimi kraji v Nemčiji, na Japonskem, v Kambodži in Bosni. Za razliko od nekdanjih koncentracijskih taborišč v Auschwitzu Birkenau, območje v Ruandi vključuje človeške ostanke ter orodja in orožje, uporabljeno pri njihovem uničenju.
Zgornje nadstropje centra vključuje tri stalne razstave, od katerih največja dokumentira genocid leta 1994, kar daje zgodovinski kontekst ruandskemu genocidu. Obstaja otroški spomenik s fotografijami v naravni velikosti, ki jih spremljajo intimne podrobnosti o njihovih najljubših igračah, njihovih zadnjih besedah in načinu, na katerega so bili ubiti. Na ogled je tudi razstava o zgodovini genocidnega nasilja po svetu. Izobraževalni center, spominski vrtovi in nacionalni dokumentacijski center o genocidu prispevajo k pomembnemu poklonu tistim, ki so umrli, in so močno izobraževalno orodje za naslednjo generacijo.
Spominski center Kigali je mednaroden. Ukvarja se s temo mednarodnega pomena, z daljnosežnim pomenom in je zasnovan tako, da vključi in izzove mednarodno bazo obiskovalcev.
Projekti avdiovizualne dokumentacije in GPS beležijo in utemeljujejo pričevanja preživelih ter beležijo tudi sodni proces Gacaca. Spomenik je imel več sto tisoč obiskovalcev. Spomenik se zaključi z deli o iskanju pravice prek mednarodnega sodišča v Aruši in lokalnih sodišč Gacaca (tradicionalna sodišča, ki jih vodijo vaški starešine).
Informativni avdio ogled vključuje ozadje kolonialne izkušnje v Ruandi, ki je povzročala razdor, moč razstavnih eksponatov pa narašča tekom obiska, saj se obiskovalci soočijo z zločini, ki so se tukaj zgodili, in ganljivimi video pričevanji preživelih.
Komisija mestnega sveta Kigalija naj bi spomeniško mesto, kjer je bilo v množičnih grobovih pokopanih do 250.000 žrtev genocida, razvila v spominsko središče in stalno razstavo v korist preživelih in mladih. Aegis Trust upravlja Spomenik genocidu v Kigaliju in ga razvija s šolo za izobraževanje.
- Lobanja in stvari žrtev genocida v središču
- Žrtve genocida
- spomenik genocidu v Kigaliju
- Pogled na Kigali s spomenika genocidu